# Paládi-Kovács Attila
Paládi-Kovács Attila (Ózd, 1940. szeptember 14. –) Széchenyi-díjas magyar etnográfus, muzeológus, egyetemi tanár, a Magyar Tudományos Akadémia rendes tagja. Az agráretnográfia és az anyagi kultúra történetének neves kutatója. 1986 és 2004 között az MTA Néprajzi Kutatócsoportjának, illetve Kutatóintézetének igazgatója.

## Életútja
1958-ban érettségizett, majd beiratkozott a debreceni Kossuth Lajos Tudományegyetem Bölcsészettudományi Karának földrajz–néprajz szakára, ahol 1963-ban szerzett bölcsész diplomát. Diplomájának megszerzése után az egri Dobó Múzeum és a debreceni Déri Múzeum muzeológusaként helyezkedett el. 1965-től három éven keresztül a Kossuth Lajos Tudományegyetem néprajzi tanszékének munkatársa volt, majd 1968-tól az MTA Néprajzi Kutatócsoportjának tudományos munkatársa, később osztályvezetője és igazgató-helyettese lett.
1981-ben az Eötvös Loránd Tudományegyetem néprajz tanszékén kapott docensi megbízást. 1985-ben kinevezték a tanszék vezetőjévé. 1986-ban az MTA Néprajzi Kutatócsoportjának igazgatójává nevezték ki, amely tisztségét a csoport kutatóintézetté történt átalakulása után is megtartotta. 1990-ben nevezték ki  egyetemi tanárnak. A tanszéket 1995-ig, a Néprajzi Kutatóintézetet 2004-ig vezette, majd kutatóprofesszori címet kapott. 2000 és 2003 között Széchenyi professzori ösztöndíjjal kutatott.
1974-ben védte meg a történettudományok (néprajz) kandidátusi, 1987-ben akadémiai doktori értekezését. Az MTA Néprajzi Bizottságának lett tagja, később elnöke. 1995-től között az MTA közgyűlési képviselője volt, majd 2001-ben megválasztották a Magyar Tudományos Akadémia levelező, 2010-ben pedig rendes tagjává. 2005 és 2008 között a Nyelv- és Irodalomtudományi Osztály elnökhelyettese volt, majd 2008-ban az osztály elnöke lett. Ilyen minőségében az MTA elnökségében is részt vesz. 2004 és 2008 között a Doktori Tanács tagja volt. Akadémiai tisztségei mellett 1968-ban a Magyar Néprajzi Társaság tagja lett, majd 1982 és 1988 között a társaság főtitkári tisztségét töltötte be, majd 2003-ban elnökké választották. 1988 és 1998 között az Antropológiai és Néprajzi Tudományok Nemzetközi Szövetsége végrehajtó bizottságában is részt vett. Az Ethnographia, az Acta Ethnographica, a Demos és az Ethnologica Slavica című tudományos szakfolyóiratok szerkesztőbizottságába is bekerült, illetve a Magyar Néprajz című kézikönyv és a Népi kultúra – népi társadalom főszerkesztője.

## Munkássága
Kutatási területe a magyar népi gazdálkodás, néprajzi kartográfia, néptörténet. Pályafutása során feltárta a paraszti rétgazdálkodás gyakorlatát, valamint más egyéb mezőgazdasági ágazati rendszereit (például juhtartás és bortermelés). Ezenkívül feldolgozta a magyar állattartó kultúra és gazdálkodás történetét, valamint számos népi közlekedő- és szállítóeszközt.
Kisebbségi néprajzzal is foglalkozott: meghatározta a ruszin szórványok, valamint a bánsági magyar telepek fontosságát, de kutatta a 18–19. századi belső vándorlás, valamint a népemigráció függőleges irányát is. Több magyar népcsoport (palócok, barkók) és a Felföld kulturális régiójának jellegét. A Magyar Néprajzi Atlasz több mint százhúsz térképlapját szerkesztette meg. A hagyományos magyar társadalom alsó osztályainak és foglalkoztatási rétegeinek gazdasági meghatározottságát, valamint kulturális-mentális vonásait.

## Családja
1964-ben nősült, felesége dr. Lendvai Csilla. Házasságukból két fiúgyermek született (Ádám, Gergely). Öt unoka (Áron, András, Aliz, valamint Boldizsár, Emese) nagyapja.

## Díjai, elismerései
- Jankó János-díj (1970)
- Györffy István-emlékérem (1987)
- Akadémiai Kiadói nívódíj (2004)
- Fábry János-díj (2005)
- Ipolyi Arnold-díj (2006)
- A Magyar Köztársasági Érdemrend középkeresztje (2006)
- Széchenyi-díj (2013)

## Főbb publikációi
- A keleti palócok pásztorkodása (1965)
- Fényes Elek (1976)
- A magyar parasztság rétgazdálkodása (1979)
- A Barkóság és népe (1982, második kiadás 2006)
- Magyar tájak néprajzi felfedezői (1985)
- Hunfalvy Pál (Domokos Péterrel, 1986)
- Magyar Néprajzi Atlasz III. (1987)
- Életmód, foglalkozás, nemzetiség (1988)
- Néprajzi kutatás Magyarországon az 1970–80-as években (1990)
- Ortutay Gyula (1991)
- A magyar állattartó kultúra korszakai (1993)
- Ethnic Traditions, Classes and Communities in Hungary (1996)
- Tárgyunk az időben (2002)
- Tájak, népek, népcsoportok (2003)
- Szekerek, szánok, fogatok a Kárpát-medencében (2003)
- A nemzetiségek néprajzi felfedezői (2006)
- Ipari táj. Gyárak, bányák, műhelyek népe a 19-20. században; Akadémiai, Bp., 2007
- A keleti palócok pásztorkodása; 2. jav., bőv. kiad.; Debreceni Egyetem Néprajzi Tanszék, Debrecen, 2010 (Magyar néprajzi könyvtár)
- Időrend, kronológia, periodizáció az európai etnológiában; MTA, Bp., 2013 (Székfoglalók a Magyar Tudományos Akadémián)
- Munkák, emberek, hiedelmek a Bódva mentén; MTA BKK Néprajztud. Intézet, Bp., 2013 (Életmód és tradíció)
- Népek, térségek, hagyományok; Akadémiai, Bp., 2015